# Bowness-on-Solway
Bowness-on-Solway è un villaggio e parrocchia civile dell'Inghilterra, appartenente alla contea della Cumbria.